# El globo de Cantolla
Para el personaje histórico de Joaquín Cantolla, se remite a la historia de la aeronáutica mexicana.
El globo de Cantolla es una película cómica mexicana que narra las aventuras de tres jóvenes bohemios que se enamoran de tres hermanas comprometidas por sus padres con hombres mayores. Se estrenó el 25 de diciembre de 1943 en el cine Palacio. El guion fue escrito por Max Aub sobre un argumento de Alberto Quintero Álvarez, Quintero Álvarez desarrolló la idea original de la historia, incluyendo la trama principal, los personajes y el conflicto central. Este argumento sirvió como la base narrativa sobre la cual se construiría el guion cinematográfico.

## Sinopsis
Roberto (José Cibrián), Enrique (Jorge Reyes) y Claudio (Ramiro Gómez Kemp) son tres amigos que conocen a Luisa (Mapy Cortés), María (Marta Elba) y Ángela (Josefina Martínez) Valdés, tres hermanas que asisten a la Academia de Declamación de doña Marta (Consuelo Guerrero de Luna). Los padres de ellas, Remigio (Fernando Cortés) y Eduarda (Prudencia Grifell) Valdés han decidido casarlas con tres hombres de alta sociedad. Los jóvenes deciden continuar su romance a pesar de las exigencias de los señores Valdés.